# کروکاو
کروکاو (به آلمانی: Krokau) یک شهر در آلمان است که در Plön (District) واقع شده‌است. کروکاو ۴۷۳ نفر جمعیت دارد.